# Rita Giaretta
Suor Rita Giaretta (Quinto Vicentino, 23 marzo 1956) è una religiosa italiana, di fede cattolica, appartenente all'istituto delle Suore Orsoline del Sacro Cuore di Maria.
In linea con il carisma della congregazione di cui fa parte, è impegnata in opere pastorali e sociali rivolte soprattutto al mondo femminile. Risiede e opera a Roma.
Ha fondato a Caserta la Comunità di Casa Rut.

## Biografia
Terminati gli studi inizia a lavorare come infermiera e intraprende l'attività sindacale nella Cisl. In questo periodo il suo impegno è rivolto principalmente alla tutela del lavoro femminile.
A 29 anni entra a far parte della congregazione delle suore orsoline.

## Casa Rut

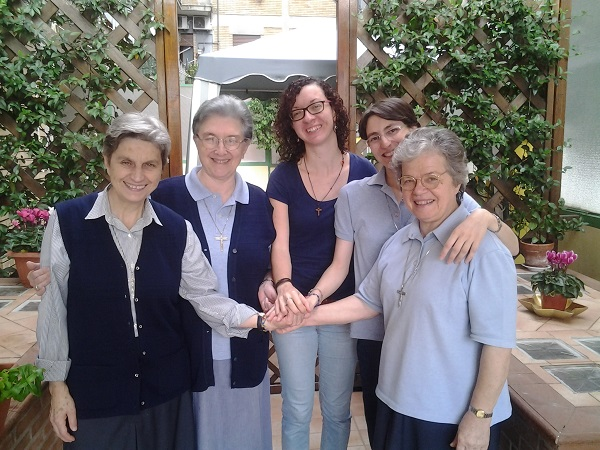
Le suore della Comunità Rut

Nel 1995, assieme alle sue consorelle, fonda a Caserta la Comunità Casa Rut, con l'obiettivo di soccorrere le donne vittime dello sfruttamento della prostituzione.
La comunità prende il nome dalla figura biblica di Rut - da cui l'omonimo libro - che nonostante le sue origini moabite, rimasta vedova segue la suocera in Giudea, nella terra d'Israele, scegliendo di vivere da straniera. Il personaggio è quindi associato al temi della solidarietà e dell'accoglienza, specie se rivolti a coloro che emigrano dalla propria patria. Infatti le ospiti di Casa Rut sono perlopiù straniere, provenienti dai paesi dell'Africa e dell'Europa dell'est.
Nei primi venti anni di attività, circa 370 donne hanno trovato rifugio a Casa Rut, intraprendendo un percorso di liberazione dallo sfruttamento.
Molto spesso le donne ospitate sono in stato di gravidanza o portano con sé neonati, a volte frutto di violenza, i quali sono accolti assieme alle loro madri.
Suor Rita e le sue consorelle operano in sinergia con le istituzioni territoriali.

### La cooperativa sociale NeWhope
(Motto della cooperativa)

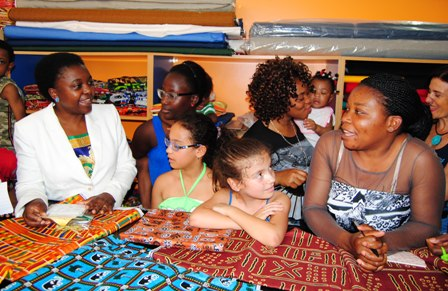
La ministra Kyenge in visita alla cooperativa

Nell'agosto del 2004 viene costituita la cooperativa sociale newHope con l'intenzione di fornire una formazione professionale e un'occupazione legale, con una giusta retribuzione, alle donne sottratte alla prostituzione e accolte a Casa Rut.
All'interno di alcuni locali messi a disposizione dalla diocesi, la cooperativa ha allestito un laboratorio di sartoria, accanto al quale sorge la Bottega Fantasia: uno spazio destinato all'incontro e alla vendita dei prodotti, confezionati con l'esclusivo utilizzo di stoffe provenienti dall'Africa.
Nelle intenzioni delle sue promotrici, il progetto vuole rendersi testimone di una forma di economia solidale, abbinata all'educazione alla responsabilità e all'etica del lavoro, permettendo alle lavoratrici di riconquistare il loro diritto alla partecipazione alla vita sociale del territorio.
La cooperativa è attualmente presieduta da una delle prime donne che hanno trovato rifugio a Casa Rut.

## L'impegno per le donne e per il Sud
A Caserta, in un territorio segnato dal dramma della disoccupazione, da una forte presenza della camorra, da forme di illegalità diffuse, dal degrado ambientale e dal malgoverno della politica, suor Rita si batte per promuovere percorsi di legalità e di giustizia sociale. In quest'opera trova il pieno sostegno e la collaborazione del vescovo emerito mons. Raffaele Nogaro, di alcune realtà ecclesiali tra cui la Tenda di Abramo, gestita dai padri della Congregazione del Santissimo Sacramento, e di molti laici.

### Appelli e denunce

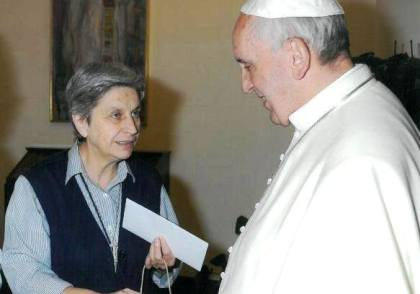
Suor Rita con papa Francesco

- Nel 2012, all'emergere dei fatti che portarono allo scandalo noto come Caso Ruby, che ha coinvolto l'allora premier Silvio Berlusconi, suor Rita ha scritto una lettera aperta indirizzata a tutte le donne, arrivando a paragonare il palazzo della Presidenza del Consiglio a quello del re Erode.[7] Nella puntata del 31 gennaio 2012 della trasmissione televisiva L'infedele, condotta da Gad Lerner in onda su LA7, l'attrice Lunetta Savino ha interpretato la lettera di suor Rita.[8]
- Nel 2014 si è rivolta a papa Francesco attraverso un libro-appello scritto assieme ad altre 25 donne. Il volume è stato presentato al Salone del libro di Torino. Nella parte da lei curata, suor Rita richiama l'attenzione della Chiesa sulla figura e sul ruolo della donna, oltre che sull'impegno all'accoglienza rivolto ai poveri.[9][10]

## Riconoscimenti
- Nel 2007 Dacia Maraini ha curato l'introduzione del libro di suor Rita Giaretta Non più schiave. Casa Rut, il coraggio di una comunità, spendendo parole di apprezzamento per l'opera della religiosa in favore delle donne.[11]
- Il 22 giugno 2013 l'allora ministro Cécile Kyenge - durante una visita alla città di Caserta - ha fatto tappa nei locali della cooperativa sociale NeWope per incontrare alcune ragazze ospitate a Casa Rut, esprimendo il proprio sostegno alle attività promosse da suor Rita.[12]
- Il 2 maggio 2015 il New York Times ha dedicato un articolo alla storia di Casa Rut e all'impegno di suor Rita Giaretta.[2]

## Onorificenze

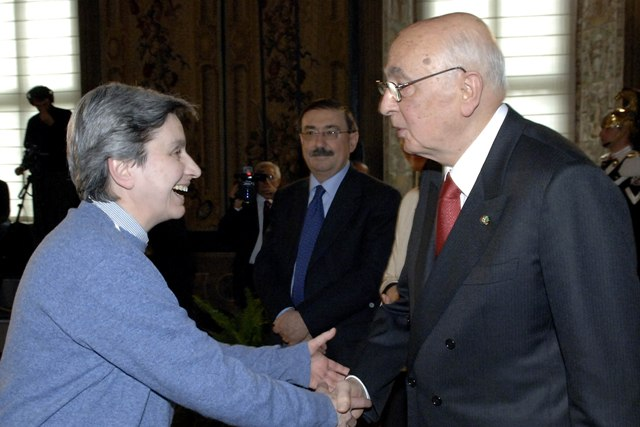
Suor Rita con Giorgio Napolitano

(Giorgio Napolitano, discorso di conferimento dell'onorificenza)

## Opere
- Non più schiave. Casa Rut, il coraggio di una comunità, Marlin, Cava de' Tirreni, 2007
- Osare la speranza. La liberazione viene dal Sud, con Sergio Tanzarella, Il Pozzo di Giacobbe, Trapani, 2012. ISBN 978-88-6124-305-7